# 金子博継
金子 博継 (かねこ ひろつぐ、1953年9月15日 - ) は、日本の実業家。セコム損害保険株式会社代表取締役社長。

## 人物・経歴
山口県出身。1976年中央大学法学部卒業、東洋火災海上保険（のちのセコム損害保険）入社。1998年事務管理部長。同年総合企画部長。2000年静岡支店長。2004年広島支店長。2006年事業部長。2009年事業部長兼システム企画部長。2010年取締役に昇格。2016年から代表取締役社長。